# Illinoia rhododendri
Illinoia rhododendri är en insektsart som först beskrevs av Wilson 1918.  Illinoia rhododendri ingår i släktet Illinoia och familjen långrörsbladlöss. Inga underarter finns listade i Catalogue of Life.